# Трип-хоп
Трип-хоп (англ. trip hop), (іноді використовується як синонім «давнтемпо») — музичний жанр, що виник на початку 1990-х років у Великій Британії, особливо в Бристолі. Його описують як психоделічне поєднання хіп-хопу та електроніки з повільним темпом і атмосферним звучанням, часто з елементами джазу, соулу, фанку, реґі, дабу, R&B та інших форм електронної музики, а також семплами із саундтреків до фільмів та інших еклектичних джерел.
Стиль виник як більш експериментальний варіант брейкбіту на брістольській музичній сцені кінця 1980-х — початку 1990-х років, увібравши в себе впливи джазу, соулу, фанку, дабу та репу. Його першопрохідцями були такі гурти, як Massive Attack, Tricky та Portishead. Вперше цей термін з'явився в 1994 році в статті журналу Mixmag про американського продюсера DJ Shadow. Трип-хоп досяг комерційного успіху в 1990-х роках і був описаний як «альтернативний вибір Європи в другій половині 90-х».

## Особливості
Загальна музична естетика включає важкий басовий барабанний біт, часто використовуючи уповільнені зразки брейкбіту, схожі на стандартні біти хіп-хопу 1990-х років, що надає жанру психоделічнішого та мейнстрімнішого відчуття. Вокал у трип-хопі часто жіночий і має характеристики різних стилів співу, включаючи R&B, джаз та рок. Жіночий вокал у трип-хопі може частково пояснюватися впливом таких жанрів, як джаз і ранній R&B, в яких вокалістки були поширенішими. Однак є й помітні винятки: Massive Attack та Groove Armada співпрацювали з вокалістами і чоловіками і жінками, Tricky часто виступає у власних проєктах разом з Мартіною Топлі-Берд, а Кріс Корнер використовував вокал для пізніших альбомів Sneaker Pimps.
Трип-хоп також знаний своїм меланхолійним звучанням. Частково це може бути пов'язано з тим, що деякі гурти надихалися постпанком; Tricky та Massive Attack грали кавер-версії та використовували семпли пісень Siouxsie and the Banshees та The Cure. Tricky відкрив свій другий альбом Nearly God версією «Tattoo», прото-трип-хоп піснею Siouxsie and the Banshees, яка була записана у 1983 році.
У треках трип-хопу часто використовують родес-піано, саксофони, труби, флейти, а також нетрадиційні інструменти, як-от терменвокс і меллотрон. Трип-хоп відрізняється від хіп-хопу темою і загальним тоном. На відміну від гангста-репу та його жорстких текстів, трип-хоп пропонує більш звукову атмосферу під впливом експериментальних фолк- та рок-гуртів сімдесятих, таких як Джон Мартін, у поєднанні з інструментальним хіп-хопом, скретчингом на вертушці та ритмами брейкбіту. Можна сказати, що трип-хоп, який у певному сенсі розглядають як оновлення ф'южн 1990-х років, «перевершує» гардкор-реп та тексти з атмосферним підтекстом, щоб створити м'якший темп.

## Історія

### Кінець 1980-х— 1991: Витоки
Термін «трип-хоп» вперше з'явився у пресі в червні 1994-го. Енді Пембертон, музичний журналіст, який писав для Mixmag, використав його для опису «In/Flux», синглу американського продюсера DJ Shadow та британського гурту RPM, підписаного з лейблом Mo' Wax Records.
У Бристолі хіп-хоп почав просочуватися у свідомість субкультури, яка вже добре вивчила ямайські форми музики. Діджеї, МС, бі-бої та графіті-художники об'єдналися в неформальні саундсистеми. Як і піонерські команди діджеїв з Бронксу Кул Герк, Afrika Bambataa та Grandmaster Flash, ці саундсистеми забезпечували музикою вечірки в громадських місцях, часто в економічно неблагополучних районах, звідки походили деякі з їхніх учасників. Бристольські діджеї саундсистем, що значною мірою спиралися на ямайський даб, зазвичай використовували спокійний, повільний і важкий барабанний біт («давнтемпо»).
Бристольська команда Wild Bunch стала однією з тих звукових систем, які надали міжнародному феномену місцевий відтінок, допомігши народитися фірмовому бристольському звучанню трип-хопу, який часто називають «бристольським саундом». До складу Wild Bunch та її однодумців у різний час свого існування входили МС Едріан «Tricky Kid» Тоуз, графіті-художник і автор текстів Роберт «3D» Дель Наджа, продюсер Джонні Долар, а також діджеї Неллі Хупер, Ендрю «Mushroom» Воулз і Грант «Daddy G» Маршалл. Наприкінці 1980-х років, коли в Бристолі дозрівала хіп-хоп сцена, а музичні тенденції розвивалися в напрямку ейсид-джазу та хаузу, золота ера звукової системи почала добігати кінця. The Wild Bunch підписали контракт на запис і перетворилися на Massive Attack, основний колектив, що складався з 3D, Mushroom і Daddy G, зі значним внеском Tricky Kid (незабаром скорочений до Tricky), Dollar і Hooper, які займалися продюсуванням, разом з іншими вокалістами, що змінювалися на ротаційній основі.
Інший вплив мала звукова система Tackhead Гарі Клейла. Клейл часто працював з колишнім вокалістом The Pop Group Марком Стюартом, який експериментував зі своїм гуртом Mark Stewart & the Maffia, що складався з нью-йоркських сесійних музикантів Скіпа Макдональда, Дага Вімбіша та Кейта Леблана, які були частиною хауз-бенду лейблу Sugarhill Records. Музика, спродюсована Едріаном Шервудом, поєднувала в собі хіп-хоп, експериментальний рок і даб, і була схожа на ранню версію того, що згодом перетворилося на трип-хоп. 1993 року Кірсті МакКолл випустила пісню «Angel», один з перших прикладів перетину жанру з поп-музикою, гібрид, який домінував у хіт-парадах наприкінці 1990-х років.

### 1991—1997: Прорив у мейнстрім

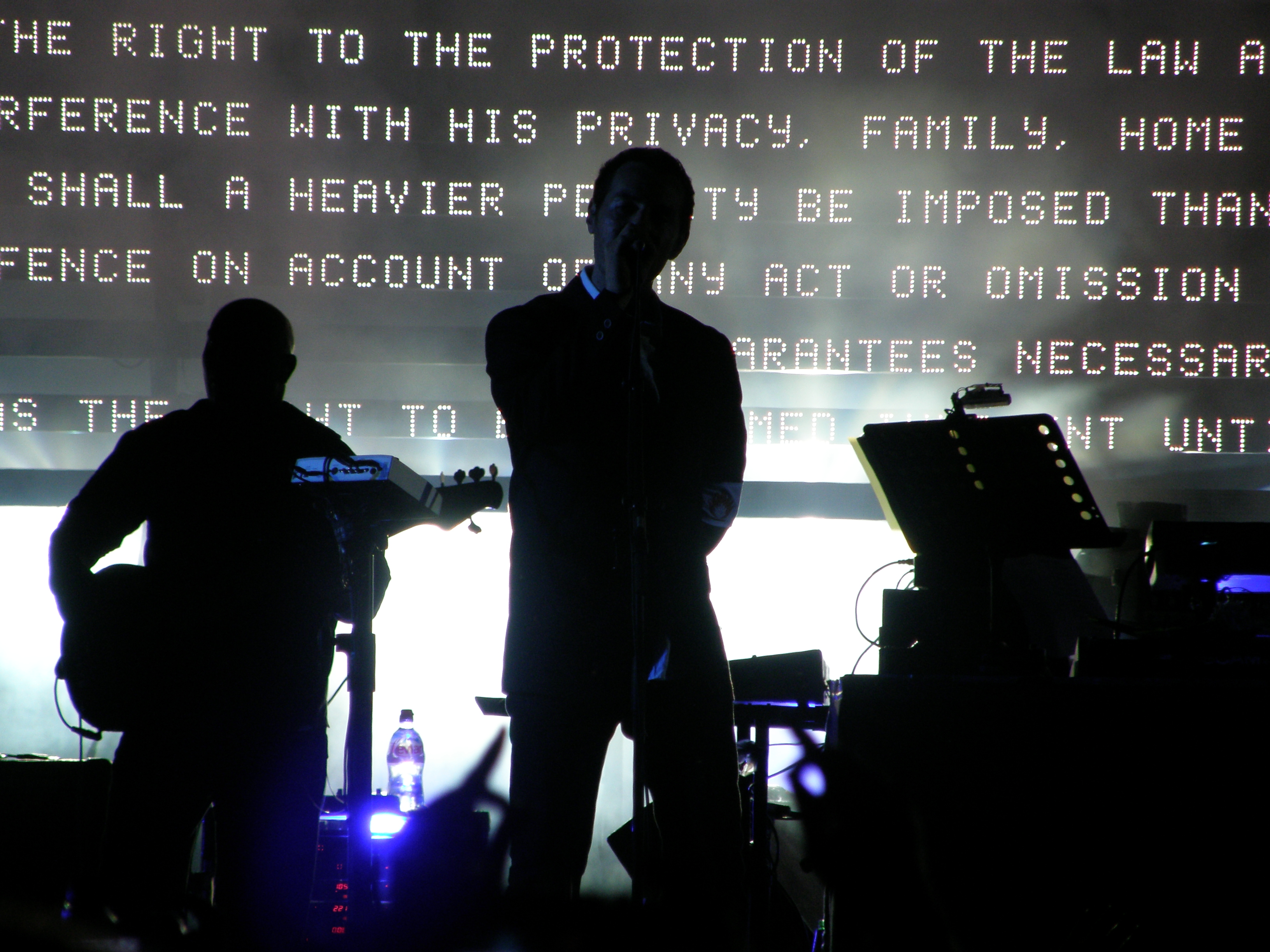
Massive Attack, британський трип-хоп гурт, який допоміг вивести жанр у мейнстрім у 1990-х роках

Перший альбом Massive Attack Blue Lines вийшов у 1991 році з величезним успіхом у Великій Британії. Blue Lines широко розглядався як перший великий прояв унікального британського хіп-хоп руху, але хітовий сингл альбому «Unfinished Sympathy» та інші треки не вважалися хіп-хоп піснями у традиційному розумінні, попри схожість у методах виробництва, таких як використання ритмів на основі семплів. Продюсером альбому виступив Долар, Шара Нельсон (R&B співачка) взяла участь в оркестровій «Unfinished», а зірка ямайських танцювальних залів Горас Енді записав вокал на кількох інших треках, як і протягом усієї кар'єри Massive Attack. Massive Attack випустили свій другий альбом Protection в 1994 році. Хоча Tricky залишився в меншій ролі, а Хупер знову виступив продюсером, плідна сцена танцювальної музики початку 1990-х вплинула на запис, і його сприйняли як ще значніший відхід від епохи Wild Bunch.
У червневому номері британського журналу Mixmag за 1994 рік музичний журналіст Енді Пембертон використав термін «трип-хоп» для опису інструментального хіп-хоп треку «In/Flux», синглу 1993 року від DJ Shadow із Сан-Франциско, та інших подібних треків, що вийшли на лейблі Mo' Wax, які в той час грали в лондонських клубах. За словами Пембертона, «In/Flux», з його змішаним темпом, семплами художнього читання, струнними, мелодіями, химерними шумами, виразним басом і повільними бітами, створював у слухача враження музичного трипу. Однак, незабаром дабові, джазові, психоделічні, електронні текстури Massive Attack, що сягають корінням у техніку семплювання хіп-хопу, але перекочували в багато стилів, були описані журналістами як шаблон однойменного жанру.

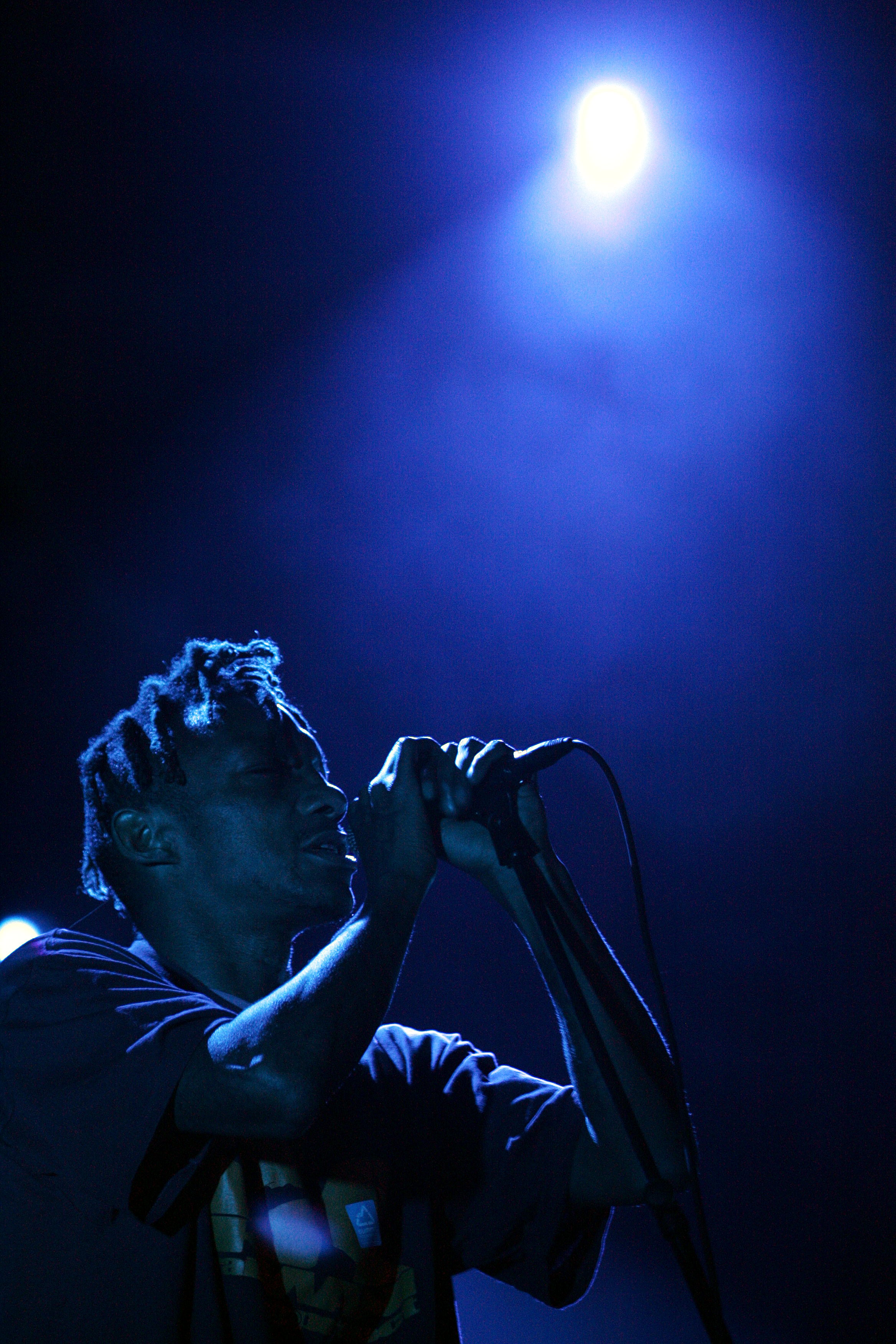
Tricky, провідний трип-хоп виконавець

У 1993 році ісландська музикантка Б'єрк випустила альбом Debut, продюсером якого виступив учасник гурту Wild Bunch Неллі Хупер. Альбом, хоча і був оснований на хауз-музиці «four on the floor», містив елементи трип-хопу і вважається одним з перших альбомів, що ввів електронну танцювальну музику в мейнстрім поп-музики. Вона підтримувала зв'язок з андеграундною електронною музичною сценою Лондона і мала романтичні стосунки з трип-хоп музикантом Tricky. Б'єрк продовжила займатися трип-хопом у своєму альбомі Post 1995 року, співпрацюючи з Tricky та Howie B. Альбом Homogenic 1997 року був описаний як вершина трип-хоп музики.
Трип-хоп наблизився до піку своєї популярності у 1994 та 1995 роках, а такі виконавці, як Howie B та Earthling, зробили значний внесок у його розвиток. Незалежний лейбл Ninja Tune, заснований дуетом Coldcut, значно вплинув на звучання трип-хопу в Лондоні та за його межами завдяки таким проривним виконавцям, як DJ Food, 9 Lazy 9, Up, Bustle & Out, Funki Porcini та The Herbaliser. Цей період також ознаменувався дебютом двох гуртів, які разом з Massive Attack визначили брістольську сцену на довгі роки.
У 1994 році Portishead, тріо у складі співачки Бет Гіббонс, Джеффа Барроу та Адріана Атлі, випустило свій дебютний альбом Dummy. Їхній бекграунд багато в чому відрізнявся від Massive Attack: одним з основних впливів на Portishead були саундтреки до фільмів 1960-х і 1970-х. Тим не менш, Portishead розділяли скретч-естетику, засновану на джазових семплах, ранніх Massive Attack (з якими Барроу недовго працював під час запису Blue Lines), а похмурий, тендітний вокал Гіббонс також приніс їм широке визнання. 1995 року Dummy отримав Mercury Music Prize як найкращий британський альбом року, що дало трип-хопу як жанру найбільшу популярність. Музику Portishead також широко наслідували, аж до того, що вони дистанціювалися від трип-хоп лейблу, який вони ненавмисно допомогли популяризувати, а Барроу заявив: «Весь цей трип-хоп був нісенітницею. Його розробили люди в Лондоні, а люди в Бристолі просто мусили з цим миритися».
Tricky також випустив свій дебютний сольний альбом Maxinquaye у 1995 році, який отримав велике визнання критиків. Альбом був записаний переважно у співпраці з Марком Сондерсом. Tricky використовував шепітну, часто абстрактну лірику потоку свідомості, віддалену від гангста-реп хвалькуватості американської хіп-хоп сцени середини 1990-х років. Ще більш незвично, що в багатьох сольних піснях на Maxinquaye було мало власного голосу Tricky: їх співала його тодішня кохана, Мартіна Топлі-Берд, зокрема, вона переосмислила пісню реп-гурту Public Enemy 1988 року «Black Steel in the Hour of Chaos», тоді як інші пісні були чоловічо-жіночими дуетами, що розповідали про секс і кохання у непрямий спосіб, наклавши на них подекуди дисонуючі семпли. Протягом року Tricky випустив ще два повноформатні альбоми, хоча вони не здобули такої ж популярності, як у його бристольських сучасників Massive Attack і Portishead. Однак завдяки співпраці з Б'єрк він вплинув на поп і альтернативний рок, і створив велику культову фан-базу.
Хоча такі гурти, як Portishead і Sneaker Pimps, не були настільки популярними в США, вони мали помірний ефір на альтернативних рок-станціях по всій країні.

### 1997—2010: Продовження успіху та нові напрямки

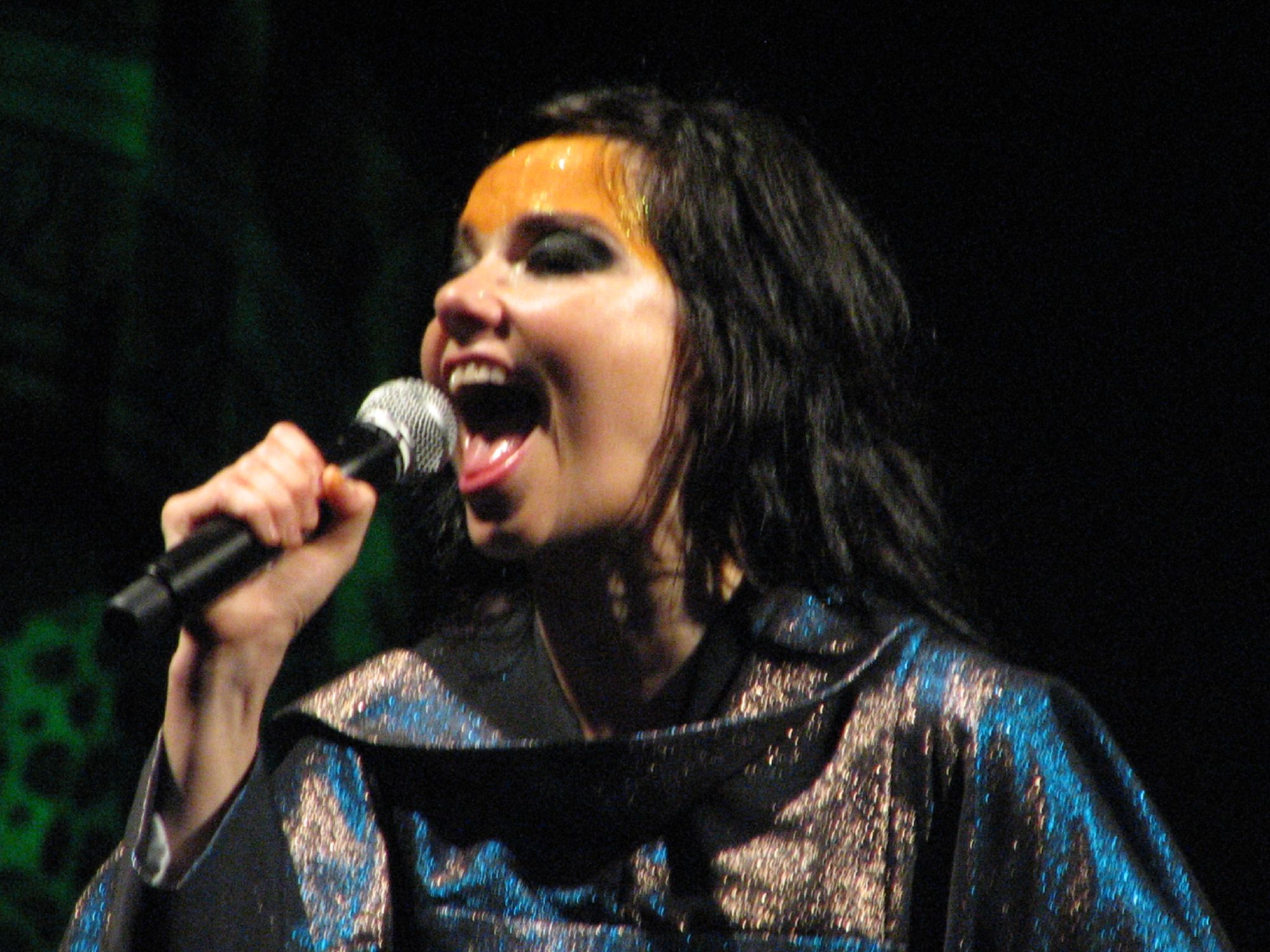
Б'єрк, артистка, яка часто використовує трип-хоп у своїй музиці

Після початкового успіху трип-хопу в середині 1990-х років серед артистів, які створили власні інтерпретації жанру, були Archive, Baby Fox, Bowery Electric, Esthero, Morcheeba, Sneaker Pimps, Anomie Belle, Alpha, Jaianto, Mudville і Cibo Matto та Lamb. Ці артисти включили трип-хоп в інші жанри, включаючи ембієнт, соул, IDM, індастріал, дабстеп, брейкбіт, драм-н-бейс, ейсид-джаз і нью-ейдж. Перше друковане використання терміна «посттрип-хоп» було в жовтні 2002 року в статті The Independent, і було використано для опису гурту Second Person.
Трип-хоп також вплинув на виконавців інших жанрів, зокрема Gorillaz, Emancipator, Nine Inch Nails, Travis, Пі Джей Гарві, How to Destroy Angels, Бет Ортон, The Flaming Lips, Bitter: Sweet, Beck, The xx і Deftones. Кілька треків на альбомі австралійської поп-співачки Кайлі Міноуг Impossible Princess 1997 року також демонструють вплив трип-хопу. Різні видатні виконавці та гурти, такі як Джанет Джексон, Мадонна, Б'єрк, та Radiohead, також зазнали впливу цього жанру. Трип-хоп породив кілька піджанрів, в тому числі іллбієнт (трип-хоп на основі дабу, який поєднує ембієнт та індастріал-хіп-хоп).
Трип-хоп продовжував впливати на видатних митців у 2000-х роках. Норвезький авангардний гурт Ulver включив трип-хоп до свого ембієнт/електронно-джазового альбому Perdition City. Атмосферний рок-гурт Antimatter включив деякі елементи трип-хопу у свої перші два альбоми. Австралійський композитор Роб Дуган запропонував суміш трип-хоп бітів, оркестрової музики та електроніки. RJD2 починав свою кар'єру як діджей, але в 2001 році почав випускати альбоми під лейблом Хайме Меліна Def Jux. Альбом Zero 7 Simple Things, і, зокрема, його головний сингл «Destiny», був високо оцінений андеграундними слухачами і досяг значної популярності. 2006 року Готьє дебютував зі своїм другим студійним альбомом, Like Drawing Blood. Пісні на альбомі містили низькотемпові хіп-хоп біти та баси в стилі даб, що нагадують трип-хоп. Хіп-хоп гурти Zion I та Dub Pistols також продемонстрували сильний вплив трип-хопу. Норвезька співачка та автор пісень Кейт Хавневік є класично освіченим музикантом, але також включає трип-хоп в свою творчість.
Наприкінці 1990-х — на початку 2000-х років трип-хоп досяг кросоверного успіху в Сполучених Штатах, його часто об'єднували з «електронікою». Пісні в стилі трип-хоп увійшли до саундтреків до фільмів цієї епохи, таких як Матриця. Багато продюсерів, які не були виконавцями трип-хопу, також зазнали його впливу в цей час. Деніел Накамура, він же Dan the Automator, випустив два альбоми, які були значною мірою натхненні трип-хопом. Його альбом 2000 року Deltron 3030 був концептуальним альбомом про репера з майбутнього, зображеного Del the Funky Homosapien. 2001 року вийшов його сайд-проєкт Lovage та альбом Music to Make Love to Your Old Lady By, за участі спеціальних гостей Майка Паттона, Prince Paul, Maseo, Деймона Алберна та Afrika Bambaataa. Проривний альбом британського продюсера Fatboy Slim, Halfway Between the Gutter and the Stars, став його найбільш комерційно успішним релізом. Інший гурт, що зазнав значного впливу трип-хопу, Elsiane, випустив свій перший альбом Hybrid у 2007 році, створивши "м'яку, гіпнотичну атмосферу, що використовувалася у 90-х роках такими гучними іменами, як Massive Attack, Portishead та ін.

### 2010— дотепер
Серед основних помітних трип-хоп релізів 2010-х років — Heligoland гурту Massive Attack, їхній перший студійний альбом за сім років; і A Bright Cold Day гурту Dutch у 2010 році, до якого входив Jedi Mind Tricks, продюсер Stoupe the Enemy of Humanity.
Альбом DJ Shadow The Less You Know, the Better вийшов у 2011 році після широко розрекламованої презентації пісень, включаючи виступи на шоу Зейна Лоу на BBC Radio 1 і попередні прослуховування на концерті в Антверпені в серпні 2010 року. Альбом отримав «загалом схвальні відгуки» на Metacritic, хоча дехто і критикував відсутність оригінальності у творчості музиканта. Сем Річардс з NME вважав, що альбом звучав «як робота людини, яка намагається пригадати, що спонукало її займатися музикою насамперед».
Альбом Beak під назвою Beak>> вийшов у 2012 році і отримав високі оцінки від журналістів, зокрема 8/10 від NME та журналу Spin.
Лана Дель Рей випустила свій другий альбом Born to Die у 2012 році, який містив низку балад у стилі трип-хоп. Альбом очолив чарти одинадцяти країн, включаючи Австралію, Францію, Німеччину та Велику Британію; за даними Міжнародної федерації фонографічної індустрії, станом на 2013 рік було продано 3,4 мільйона копій в усьому світі.
Після виходу EP2 у 2013 році музика FKA Twigs була описана у статті журналу Pitchfork як «трип-хоп нового часу», з «загрозливим підгрунтям, що нагадує Mezzanine гурту Massive Attack».